# WTA Finals 2023
Die WTA Finals 2023 (auch als GNP Seguros WTA Finals Cancún 2023 bekannt) waren im Turnierkalender der Damen nach den vier Grand-Slam-Turnieren das nach Punkten und Preisgeld höchstdotierte Tennisturnier. Das Hartplatzturnier der WTA Tour 2023 fand vom 29. Oktober bis 6. November 2023 in Cancún, Mexiko statt. Ausgetragen wurde das Turnier im Paradisus Cancún Hotel.
Titelverteidigerinnen waren Caroline Garcia im Einzel sowie Weronika Kudermetowa und Elise Mertens im Doppel.

## Preisgeld und Punkte
Das Preisgeld betrug insgesamt 5 Millionen US-Dollar. Im Doppel wurden die genannten Preisgelder pro Team ausgezahlt.
| Runde                       | Preisgeld Einzel | Preisgeld Doppel | Punkte |
| --------------------------- | ---------------- | ---------------- | ------ |
| Turniersiegerin             | + 1.476.000 $    | + 306.000 $      | + 750  |
| Halbfinalsiegerin           | + 756.000 $      | + 144.000 $      | + 330  |
| Halbfinalistin              | + 54.000 $       | + 9.000 $        | —      |
| Gruppenphase pro Sieg       | + 198.000 $      | + 36.000 $       | + 250  |
| Gruppenphase pro Niederlage | —                | —                | + 125  |
| Antrittsgelder Round Robin  |                  |                  |        |
| Qualifizierte Spielerin     | 198.000 $        | 90.000 $         | —      |

## Austragungsmodus
In der Rundenturnierphase spielten je vier Spielerinnen oder Paarungen in zwei Gruppen, jede gegen jede (Round Robin). Die zwei Bestplatzierten jeder Gruppe qualifizierten sich für das Halbfinale, das im K.-o.-System ausgetragen wurde. Die Siegerin/nen jeder Gruppe spielten gegen die Zweite der anderen Gruppe und die Siegerinnen oder Paarungen dieser Partien bestritten das Endspiel.

## Einzel

### Qualifizierte Spielerinnen
| Sabalenka | Świątek | Gauff       | Rybakina |
| Pegula    | Jabeur  | Vondroušová | Sakkari  |

| #  | Spielerin           | Punkte | Qualifikationsdatum |
| -- | ------------------- | ------ | ------------------- |
| 1. | Aryna Sabalenka     | 8425   | 22. September 2023  |
| 2. | Iga Świątek         | 7795   | 22. September 2023  |
| 3. | Coco Gauff          | 5955   | 22. September 2023  |
| 4. | Jelena Rybakina     | 5865   | 22. September 2023  |
| 5. | Jessica Pegula      | 4895   | 2. Oktober 2023     |
| 6. | Ons Jabeur          | 3695   | 6. Oktober 2023     |
| 7. | Markéta Vondroušová | 3671   | 6. Oktober 2023     |
| −  | Karolína Muchová    | 3650   | 6. Oktober 2023     |
| 8. | Maria Sakkari       | 3245   | 24. Oktober 2023    |

### Qualifikation
Es qualifizierten sich die acht bestplatzierten Damen der WTA Tour 2023. Dazu kamen die beiden nächsten Punktbesten als Reservistinnen.
| WTA-Race im Einzel (Stand: 16. Oktober 2023) | WTA-Race im Einzel (Stand: 16. Oktober 2023) | WTA-Race im Einzel (Stand: 16. Oktober 2023) | WTA-Race im Einzel (Stand: 16. Oktober 2023) | WTA-Race im Einzel (Stand: 16. Oktober 2023) | WTA-Race im Einzel (Stand: 16. Oktober 2023) | WTA-Race im Einzel (Stand: 16. Oktober 2023) | WTA-Race im Einzel (Stand: 16. Oktober 2023) | WTA-Race im Einzel (Stand: 16. Oktober 2023) | WTA-Race im Einzel (Stand: 16. Oktober 2023) | WTA-Race im Einzel (Stand: 16. Oktober 2023) | WTA-Race im Einzel (Stand: 16. Oktober 2023) | WTA-Race im Einzel (Stand: 16. Oktober 2023) | WTA-Race im Einzel (Stand: 16. Oktober 2023) | WTA-Race im Einzel (Stand: 16. Oktober 2023) | WTA-Race im Einzel (Stand: 16. Oktober 2023) | WTA-Race im Einzel (Stand: 16. Oktober 2023) | WTA-Race im Einzel (Stand: 16. Oktober 2023) | WTA-Race im Einzel (Stand: 16. Oktober 2023) | WTA-Race im Einzel (Stand: 16. Oktober 2023) |
| #                                            | Spielerin                                    | Grand Slam                                   | Grand Slam                                   | Grand Slam                                   | Grand Slam                                   | WTA 1000                                     | WTA 1000                                     | WTA 1000                                     | WTA 1000                                     | WTA 1000                                     | WTA 1000                                     | die Besten der anderen Turniere              | die Besten der anderen Turniere              | die Besten der anderen Turniere              | die Besten der anderen Turniere              | die Besten der anderen Turniere              | die Besten der anderen Turniere              | Punkte                                       | Turniere                                     |
| #                                            | Spielerin                                    | Grand Slam                                   | Grand Slam                                   | Grand Slam                                   | Grand Slam                                   | 1000 Punkte                                  | 1000 Punkte                                  | 1000 Punkte                                  | 1000 Punkte                                  | 900 P. 1                                     | 900 P. 1                                     | die Besten der anderen Turniere              | die Besten der anderen Turniere              | die Besten der anderen Turniere              | die Besten der anderen Turniere              | die Besten der anderen Turniere              | die Besten der anderen Turniere              | Punkte                                       | Turniere                                     |
| -------------------------------------------- | -------------------------------------------- | -------------------------------------------- | -------------------------------------------- | -------------------------------------------- | -------------------------------------------- | -------------------------------------------- | -------------------------------------------- | -------------------------------------------- | -------------------------------------------- | -------------------------------------------- | -------------------------------------------- | -------------------------------------------- | -------------------------------------------- | -------------------------------------------- | -------------------------------------------- | -------------------------------------------- | -------------------------------------------- | -------------------------------------------- | -------------------------------------------- |
| #                                            | Spielerin                                    | AUO                                          | FRO                                          | WIM                                          | USO                                          | IW                                           | MI                                           | MA                                           | PE                                           | 1                                            | 2                                            | 1                                            | 2                                            | 3                                            | 4                                            | 5                                            | 6                                            | Punkte                                       | Turniere                                     |
| 1                                            | Aryna Sabalenka                              | S 2000                                       | HF 780                                       | HF 780                                       | F 1300                                       | F 650                                        | VF 215                                       | S 1000                                       | VF 215                                       | HF 350                                       | VF 190                                       | S 470                                        | F 305                                        | AF 105                                       | AF 55                                        | 2 10                                         |                                              | 8425                                         | 15                                           |
| 2                                            | Iga Świątek                                  | AF 240                                       | S 2000                                       | VF 430                                       | AF 240                                       | HF 390                                       | A 0                                          | F 650                                        | S 1000                                       | F 585                                        | HF 350                                       | S 470                                        | S 470                                        | HF 350                                       | S 280                                        | VF 215                                       | HF 125                                       | 7795                                         | 17                                           |
| 3                                            | Coco Gauff                                   | AF 240                                       | VF 430                                       | 1 10                                         | S 2000                                       | VF 215                                       | 3 65                                         | 3 65                                         | HF 390                                       | S 900                                        | HF 350                                       | S 470                                        | S 280                                        | VF 190                                       | HF 185                                       | VF 100                                       | 3 65                                         | 5955                                         | 18                                           |
| 4                                            | Jelena Rybakina                              | F 1300                                       | 3 130                                        | VF 430                                       | 3 130                                        | S 1000                                       | F 650                                        | 2 10                                         | HF 390                                       | S 1000                                       | HF 350                                       | AF 105                                       | AF 105                                       | VF 100                                       | AF 55                                        | AF 55                                        | AF 55                                        | 5865                                         | 17                                           |
| 5                                            | Jessica Pegula                               | VF 430                                       | 3 130                                        | VF 430                                       | AF 240                                       | AF 120                                       | HF 390                                       | VF 215                                       | AF 120                                       | S 900                                        | HF 350                                       | S 310                                        | F 305                                        | F 305                                        | S 280                                        | HF 185                                       | HF 185                                       | 4895                                         | 19                                           |
| 6                                            | Ons Jabeur                                   | 2 70                                         | VF 430                                       | F 1300                                       | AF 240                                       | 3 65                                         | 2 10                                         | A 0                                          | 3 65                                         | VF 190                                       | AF 105                                       | S 470                                        | S 280                                        | HF 185                                       | HF 185                                       | VF 100                                       |                                              | 3695                                         | 18                                           |
| 7                                            | Markéta Vondroušová                          | 3 130                                        | 2 70                                         | S 2000                                       | VF 430                                       | AF 120                                       | AF 120                                       | 2 65                                         | 1 10                                         | VF 190                                       | AF 120                                       | HF 110                                       | AF 105                                       | VF 100                                       | VF 100                                       | 1                                            |                                              | 3671                                         | 15                                           |
| −                                            | Karolína Muchová 2                           | 2 70                                         | F 1300                                       | 1 10                                         | HF 780                                       | VF 215                                       | 3 95                                         | 2 35                                         | A 0                                          | F 585                                        | VF 190                                       | AF 120                                       | AF 105                                       | VF 60                                        | AF 55                                        | AF 30                                        |                                              | 3650                                         | 14                                           |
| 8                                            | Maria Sakkari                                | 3 130                                        | 1 10                                         | 1 10                                         | 1 10                                         | HF 390                                       | 2 10                                         | HF 390                                       | VF 215                                       | S 900                                        | AF 105                                       | F 305                                        | HF 185                                       | HF 185                                       | HF 185                                       | HF 110                                       | HF 105                                       | 3245                                         | 23                                           |
| 9                                            | Barbora Krejčíková                           | AF 240                                       | 1 10                                         | 2 70                                         | 1 10                                         | AF 120                                       | AF 120                                       | AF 120                                       | 1 10 3                                       | S 900                                        | 3 65                                         | S 470                                        | F 305                                        | F 180                                        | AF 55                                        | AF 55                                        | AF 55                                        | 2775                                         | 19                                           |
| 10                                           | Madison Keys                                 | 3 130                                        | 2 70                                         | VF 430                                       | HF 780                                       | 2 10                                         | 3 65                                         | 1                                            | A 0                                          | VF 190                                       | AF 120                                       | S 470                                        | S 210                                        | VF 100                                       | VF 100                                       | 2 60                                         | 1                                            | 2737                                         | 17                                           |

Zeichenerklärung: S = Turniersieg; F, HF, VF, AF = Einzug ins Finale / Halbfinale / Viertelfinale / Achtelfinale; 1, 2, 3 = Ausscheiden in der 1. / 2. / 3. Hauptrunde; Q1, Q2, Q3 = Ausscheiden in der 1. / 2. / 3. Runde der Qualifikation; A = Absage

### Setzliste
| Nr. | Spielerin       | Erreichte Runde |
| --- | --------------- | --------------- |
| 01. | Aryna Sabalenka | Halbfinale      |
| 02. | Iga Świątek     | Sieg            |
| 03. | Coco Gauff      | Halbfinale      |
| 04. | Jelena Rybakina | Round Robin     |

| Nr. | Spielerin           | Erreichte Runde |
| --- | ------------------- | --------------- |
| 05. | Jessica Pegula      | Finale          |
| 06. | Ons Jabeur          | Round Robin     |
| 07. | Markéta Vondroušová | Round Robin     |
| 08. | Maria Sakkari       | Round Robin     |

### Halbfinale, Finale
|  | Halbfinale | Halbfinale      | Halbfinale | Halbfinale | Halbfinale |  |  | Finale | Finale         | Finale | Finale | Finale |
|  |            |                 |            |            |            |  |  |        |                |        |        |        |
|  |            |                 |            |            |            |  |  |        |                |        |        |        |
|  | 5          | Jessica Pegula  | 6          | 6          |            |  |  |        |                |        |        |        |
|  | 3          | Coco Gauff      | 2          | 1          |            |  |  |        |                |        |        |        |
|  |            |                 |            |            |            |  |  | 5      | Jessica Pegula | 1      | 0      |        |
|  |            |                 |            |            |            |  |  | 2      | Iga Świątek    | 6      | 6      |        |
|  | 2          | Iga Świątek     | 6          | 6          |            |  |  |        |                |        |        |        |
|  | 1          | Aryna Sabalenka | 3          | 2          |            |  |  |        |                |        |        |        |
|  |            |                 |            |            |            |  |  |        |                |        |        |        |

### Bacalar Gruppe
|   |                 | Sabalenka     | Rybakina        | Pegula   | Sakkari         | Round Robin S-N | Sätze S-N | Spiele S-N | Pos. |
| 1 | Aryna Sabalenka |               | 6:2, 3:6, 6:3   | 4:6, 3:6 | 6:0, 6:1        | 2:1             | 4:3       | 34:24      | 2    |
| 4 | Jelena Rybakina | 2:6, 6:3, 3:6 |                 | 5:7, 2:6 | 6:0, 6:74, 7:62 | 1:2             | 3:5       | 37:41      | 3    |
| 5 | Jessica Pegula  | 6:4, 6:3      | 7:5, 6:2        |          | 6:3, 6:2        | 3:0             | 6:0       | 37:19      | 1    |
| 8 | Maria Sakkari   | 0:6, 1:6      | 0:6, 7:64, 6:72 | 3:6, 2:6 |                 | 0:3             | 1:6       | 19:43      | 4    |

### Chetumal Gruppe
|   |                     | Świątek   | Gauff    | Jabeur   | Vondroušová    | Round Robin S-N | Sätze S-N | Spiele S-N | Pos. |
| 2 | Iga Świątek         |           | 6:0, 7:5 | 6:1, 6:2 | 7:63, 6:0      | 3:0             | 6:0       | 38:14      | 1    |
| 3 | Coco Gauff          | 0:6, 5:7  |          | 6:0, 6:1 | 5:7, 7:64, 6:3 | 2:1             | 4:3       | 35:30      | 2    |
| 6 | Ons Jabeur          | 1:6, 2:6  | 0:6, 1:6 |          | 6:4, 6:3       | 1:2             | 2:4       | 16:31      | 3    |
| 7 | Markéta Vondroušová | 6:73, 0:6 | 7:5, 6:7 | 4:6, 3:6 |                | 0:3             | 1:6       | 13:25      | 4    |

## Doppel

### Qualifizierte Spielerinnen
| Pegula    | Gauff     | Hunter     | Mertens    |
| Aoyama    | Shibahara | Krejčíková | Siniaková  |
| Krawczyk  | Schuurs   | Siegemund  | Swonarjowa |
| Dabrowski | Routliffe | Melichar   | Perez      |

| #  | Spielerin                             | Punkte | Qualifikationsdatum |
| -- | ------------------------------------- | ------ | ------------------- |
| 1. | Jessica Pegula Cori Gauff             | 5565   | 22. September 2023  |
| 2. | Storm Hunter Elise Mertens            | 5130   | 2. Oktober 2023     |
| 3. | Shūko Aoyama Ena Shibahara            | 3790   | 9. Oktober 2023     |
| 4. | Barbora Krejčíková Kateřina Siniaková | 3785   | 4. Oktober 2023     |
| 5. | Desirae Krawczyk Demi Schuurs         | 3570   | 9. Oktober 2023     |
| 6. | Laura Siegemund Wera Swonarjowa       | 3405   | 22. Oktober 2023    |
| 7. | Gabriela Dabrowski Erin Routliffe     | 3386   | 16. Oktober 2023    |
| 8. | Nicole Melichar-Martinez Ellen Perez  | 3325   | 16. Oktober 2023    |

### Qualifikation
Die acht bestplatzierten Doppelpaarungen der WTA Tour 2023 qualifizierten sich für das Turnier.
| WTA-Race im Doppel (Stand: 16. Oktober 2023) | WTA-Race im Doppel (Stand: 16. Oktober 2023) | WTA-Race im Doppel (Stand: 16. Oktober 2023) | WTA-Race im Doppel (Stand: 16. Oktober 2023) | WTA-Race im Doppel (Stand: 16. Oktober 2023) | WTA-Race im Doppel (Stand: 16. Oktober 2023) | WTA-Race im Doppel (Stand: 16. Oktober 2023) | WTA-Race im Doppel (Stand: 16. Oktober 2023) | WTA-Race im Doppel (Stand: 16. Oktober 2023) | WTA-Race im Doppel (Stand: 16. Oktober 2023) | WTA-Race im Doppel (Stand: 16. Oktober 2023) | WTA-Race im Doppel (Stand: 16. Oktober 2023) | WTA-Race im Doppel (Stand: 16. Oktober 2023) | WTA-Race im Doppel (Stand: 16. Oktober 2023) | WTA-Race im Doppel (Stand: 16. Oktober 2023) |
| #                                            | Paarung                                      | Punkte                                       | Punkte                                       | Punkte                                       | Punkte                                       | Punkte                                       | Punkte                                       | Punkte                                       | Punkte                                       | Punkte                                       | Punkte                                       | Punkte                                       | Punkte                                       | Turniere                                     |
| -------------------------------------------- | -------------------------------------------- | -------------------------------------------- | -------------------------------------------- | -------------------------------------------- | -------------------------------------------- | -------------------------------------------- | -------------------------------------------- | -------------------------------------------- | -------------------------------------------- | -------------------------------------------- | -------------------------------------------- | -------------------------------------------- | -------------------------------------------- | -------------------------------------------- |
| #                                            | Paarung                                      | 1                                            | 2                                            | 3                                            | 4                                            | 5                                            | 6                                            | 7                                            | 8                                            | 9                                            | 10                                           | 11                                           | Punkte                                       | Turniere                                     |
| 1                                            | Jessica Pegula Cori Gauff                    | S 1000                                       | HF 780                                       | HF 780                                       | F 650                                        | F 650                                        | S 470                                        | VF 430                                       | AF 240                                       | VF 190                                       | VF 190                                       | HF 185                                       | 5565                                         | 13                                           |
| 2                                            | Storm Hunter Elise Mertens                   | F 1300                                       | S 1000                                       | S 900                                        | VF 430                                       | HF 350                                       | HF 350                                       | AF 240                                       | VF 215                                       | VF 215                                       | AF 120                                       | AF 10                                        | 5130                                         | 12                                           |
| 3                                            | Shūko Aoyama Ena Shibahara                   | F 1300                                       | S 900                                        | HF 390                                       | F 305                                        | S 280                                        | VF 215                                       | 2 130                                        | VF 100                                       | VF 100                                       | VF 60                                        | 1 10                                         | 3790                                         | 20                                           |
| 4                                            | Barbora Krejčíková Kateřina Siniaková        | S 2000                                       | S 1000                                       | S 470                                        | 2 130                                        | VF 105                                       | VF 60                                        | AF 10                                        | 1 10                                         |                                              |                                              |                                              | 3785                                         | 8                                            |
| 5                                            | Desirae Krawczyk Demi Schuurs                | F 585                                        | S 470                                        | S 470                                        | VF 430                                       | HF 390                                       | HF 350                                       | AF 240                                       | VF 190                                       | HF 185                                       | 2 130                                        | 2 130                                        | 3570                                         | 18                                           |
| 6                                            | Laura Siegemund Wera Swonarjowa              | F 1300                                       | S 470                                        | VF 430                                       | S 280                                        | S 280                                        | VF 215                                       | HF 185                                       | AF 120                                       | AF 105                                       | AF 10                                        | 1 10                                         | 3405                                         | 14                                           |
| 7                                            | Gabriela Dabrowski Erin Routliffe            | S 2000                                       | F 585                                        | S 470                                        | HF 110                                       | AF 105                                       | AF 105                                       | AF 10                                        | 1                                            |                                              |                                              |                                              | 3386                                         | 8                                            |
| 8                                            | Nicole Melichar-Martinez Ellen Perez         | HF 780                                       | F 585                                        | HF 780                                       | F 305                                        | VF 215                                       | VF 190                                       | HF 185                                       | HF 185                                       | F 180                                        | F 180                                        | 2 130                                        | 3325                                         | 24                                           |
| 9                                            | Leylah Fernandez Taylor Townsend             | F 1300                                       | F 650                                        | VF 430                                       | HF 390                                       | VF 190                                       | 2 130                                        | AF 120                                       | VF 215                                       |                                              |                                              |                                              | 3310                                         | 8                                            |
| 10                                           | Hsieh Su-wei Wang Xinyu                      | S 2000                                       | HF 780                                       | AF 105                                       | AF 60                                        | 1 10                                         |                                              |                                              |                                              |                                              |                                              |                                              | 2955                                         | 5                                            |

Zeichenerklärung: S = Turniersieg; F, HF, VF, AF = Einzug ins Finale / Halbfinale / Viertelfinale / Achtelfinale; 1, 2, 3 = Ausscheiden in der 1. / 2. / 3. Hauptrunde; Q1, Q2, Q3 = Ausscheiden in der 1. / 2. / 3. Runde der Qualifikation; A = Absage

### Setzliste
| Nr. | Paarung                               | Erreichte Runde |
| --- | ------------------------------------- | --------------- |
| 01. | Coco Gauff Jessica Pegula             | Round Robin     |
| 02. | Storm Hunter Elise Mertens            | Halbfinale      |
| 03. | Shūko Aoyama Ena Shibahara            | Round Robin     |
| 04. | Barbora Krejčíková Kateřina Siniaková | Round Robin     |

| Nr. | Paarung                              | Erreichte Runde |
| --- | ------------------------------------ | --------------- |
| 05. | Desirae Krawczyk Demi Schuurs        | Round Robin     |
| 06. | Laura Siegemund Wera Swonarjowa      | Sieg            |
| 07. | Gabriela Dabrowski Erin Routliffe    | Halbfinale      |
| 08. | Nicole Melichar-Martinez Ellen Perez | Finale          |

Zeichenerklärung
- Q = Qualifikant
- WC = Wildcard
- LL = Lucky Loser
- ITF = qualifiziert über ITF-Ranking
- ALT = alternate (Ersatz)
- PR = Protected Ranking
- SE = Special Exempt
- r = retired (Aufgabe)
- d = Disqualifikation
- w.o. = walkover
- [ ] = Match-Tie-Break

### Halbfinale, Finale
|  | Halbfinale | Halbfinale                           | Halbfinale | Halbfinale | Halbfinale |  |  | Finale | Finale                               | Finale | Finale | Finale |
|  |            |                                      |            |            |            |  |  |        |                                      |        |        |        |
|  |            |                                      |            |            |            |  |  |        |                                      |        |        |        |
|  | 7          | Gabriela Dabrowski Erin Routliffe    | 1          | 7          | [6]        |  |  |        |                                      |        |        |        |
|  | 8          | Nicole Melichar-Martinez Ellen Perez | 6          | 61         | [10]       |  |  |        |                                      |        |        |        |
|  |            |                                      |            |            |            |  |  | 8      | Nicole Melichar-Martinez Ellen Perez | 4      | 4      |        |
|  |            |                                      |            |            |            |  |  | 6      | Laura Siegemund Wera Swonarjowa      | 6      | 6      |        |
|  | 6          | Laura Siegemund Wera Swonarjowa      | 3          | 6          | [10]       |  |  |        |                                      |        |        |        |
|  | 2          | Storm Hunter Elise Mertens           | 6          | 3          | [5]        |  |  |        |                                      |        |        |        |
|  |            |                                      |            |            |            |  |  |        |                                      |        |        |        |

### Mahahual Gruppe
|   |                                       | Gauff Pegula     | Krejčíková Siniaková | Siegemund Swonarjowa | Dabrowski Routliffe | Round Robin S-N | Sätze S-N | Spiele S-N | Pos. |
| 1 | Coco Gauff Jessica Pegula             |                  | 6:3, 5:7, [6:10]     | 6:3, 4:6, [8:10]     | 6:72, 3:6           | 0:3             | 2:6       | 30:34      | 4    |
| 4 | Barbora Krejčíková Kateřina Siniaková | 3:6, 7:5, [10:6] |                      | 3:6, 7:66, [5:10],   | 4:6, 5:7            | 1:2             | 3:5       | 30:37      | 3    |
| 6 | Laura Siegemund Wera Swonarjowa       | 3:6, 6:4, [10:8] | 6:3, 6:76, [10:5]    |                      | 4:6, 2:6            | 2:1             | 4:4       | 29:32      | 2    |
| 7 | Gabriela Dabrowski Erin Routliffe     | 7:62, 6:3        | 6:4, 7:5             | 6:4, 6:2             |                     | 3:0             | 6:0       | 38:24      | 1    |

### Maya Ka’an Gruppe
|   |                                      | Hunter Mertens | Aoyama Shibahara | Krawczyk Schuurs | Melichar-Martinez Perez | Round Robin S-N | Sätze S-N | Spiele S-N | Pos. |
| 2 | Storm Hunter Elise Mertens           |                | 6:4, 6:1         | 6:2, 6:3         | 7:5, 6:4                | 3:0             | 6:0       | 37:30      | 1    |
| 3 | Shūko Aoyama Ena Shibahara           | 4:6, 2:6       |                  | 7:5, 6:2         | 6:4, 2:6, [6:10]        | 1:2             | 3:4       | 27:30      | 3    |
| 5 | Desirae Krawczyk Demi Schuurs        | 2:6, 3:6       | 5:7, 2:6         |                  | 2:6, 5:7                | 0:3             | 0:6       | 19:38      | 4    |
| 8 | Nicole Melichar-Martinez Ellen Perez | 5:7, 4:6       | 4:6, 6:2, [10:6] | 6:2, 7:5         |                         | 2:1             | 4:3       | 35:28      | 2    |